# Lars Niclas Henschen
Lars Niclas Henschen, född 1761, död 1826, var en svensk lagman.
Han var son till kontraktsprosten Salomon Henschen (1719–1796) av släkten Henschen i Ronneby och farbror till Lars Vilhelm Henschen. Han var vice häradshövding, innan han 1789 utsågs till vice advokatfiskal vid amiralitetet i Karlskrona. Han fick 1791 lagmans titel och utsågs 1805 till lagman i Närkes lagsaga.